# Markomanské války

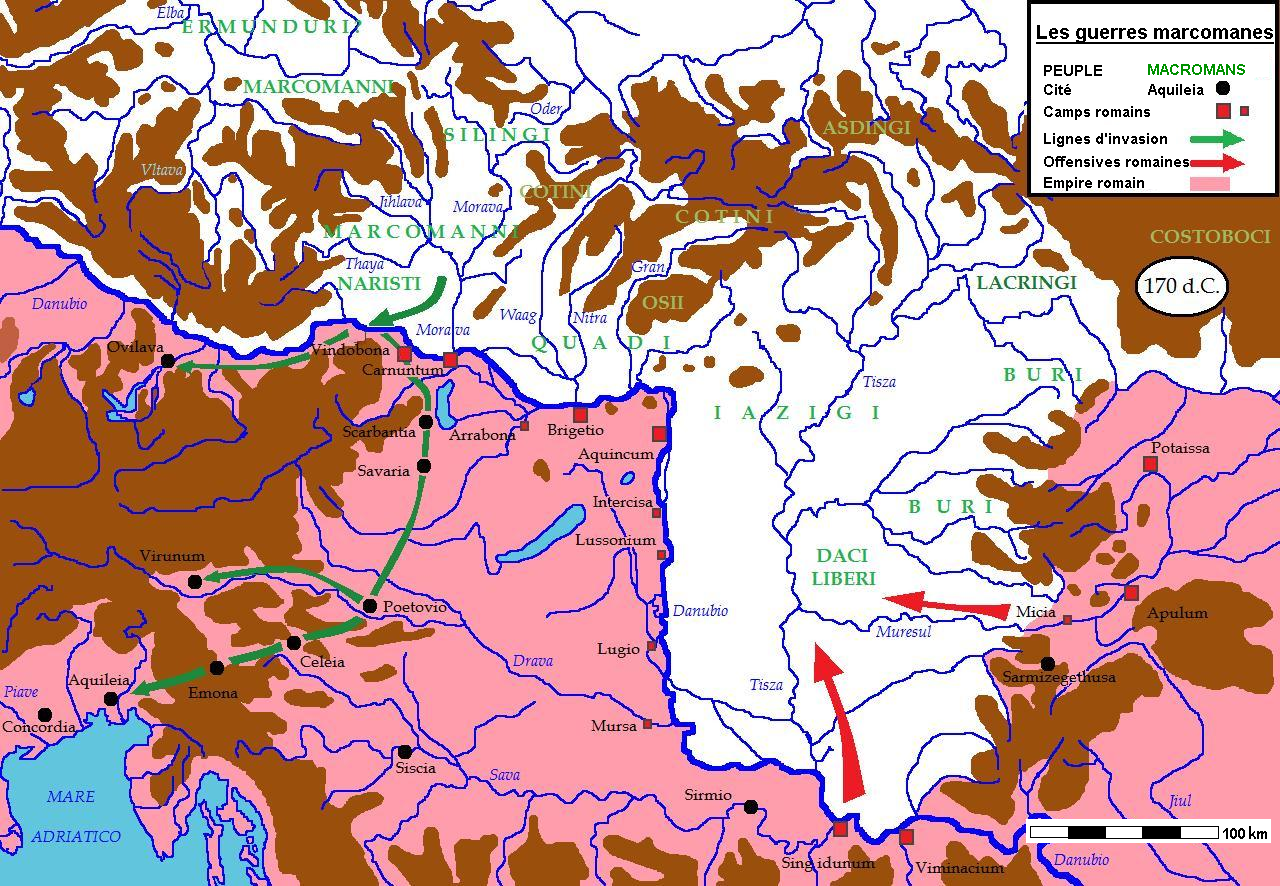
Mapa střední Evropy v době Markomanských válek

Markomanské války (latinsky Bellum Germanicum et Sarmaticum) byla série válek trvajících patrně od roku 166 do roku 180. Tyto války se staly bojem Římské říše především proti germánským kmenům Markomanů, Kvádů a sarmatským Jazygům. Během Markomanských válek došlo i k dalším konfliktům s dalšími germánskými, sarmatskými a gótskými národy podél obou stran celé délky severovýchodní evropské hranice Římské říše, kterou z velké části tvořila řeka Dunaj.
Markomanské války probíhaly převážně za vlády římského císaře Marca Aurelia, který během vojenského tažení proti barbarům začal psát své filozofické dílo Meditace.

## Pozadí
Římský císař Antoninus Pius po svém nástupu k moci nikdy neopustil Itálii, ani se nepustil do žádných podstatných výbojů, zároveň umožnil svým provinčním legátům zcela velet jeho legiím. Historik Adrian Goldsworthy předpokládá, že neochota Antonia Pia podnikat agresivní územní výboje během jeho vlády mohla přispět územním ambicím parthské říše. Výsledkem pak byla válka mezi Parthskou říší a Římem, která trvala od roku 161 do roku 166 a přestože pro římskou říši skončila úspěšně, její nepředvídané důsledky byly pro Řím katastrofální. Vracející se vojáci z války sebou přinesli mor, známý jako Antoninský mor, v jehož důsledku zemřelo odhadem 7 až 8 milionů lidí a římskou říši vážně oslabil. Navzdory následkům zavlečeného moru historik Kyle Harper tvrdí, že událost by neměla být považována za smrtelnou ránu římské říši, spíše prokázala odolnost říše, která zůstala nedotčena a římská porodnost v následujících deseti letech vzrostla.
Ve stejné době na území střední Evropy během 2. století docházelo k prvnímu stěhování národů, kdy se Gótové začali přesouvat na jihovýchod ze svého původního území u ústí řeky Visly, čímž se zvýšil tlak ze severu Evropy na jih. V důsledku toho začaly germánské kmeny a další kočovné národy napadat severní hranici Římské říše, zejména na řece Dunaj. Zda byl tento náhlý přesun národů, se kterým se musel Marcus Aurelius potýkat, důsledkem změny klimatu či přelidnění, zůstává neznámý. Až do začátku Markomanských válek se Markomané i Kvádové obecně těšili přátelským vztahům a dobrým obchodním vztahům s Římskou říší, což dokazují archeologické nálezy. Stejně jako na ostatním území v dosahu Římské říše se Římané zaměřovali především na kombinaci vojensko-teritoriální dominance, přičemž se zároveň zapojovali do vzájemného obchodu s národy na opačné straně hranice.

## První Markomanská válka

### První invaze
Za vlády císaře Marka Aurelia v roce 161 dosáhly tlaky podél římské hranice kritického bodu, když germánské kmeny podél jejích hranic u Rýna a Dunaje dospěly k závěru, že jejich přežití znamená proniknout na římská území. Od roku 162 až do roku 165 byly zaznamenány invaze Chattů a Chauků v provinciích Raetie a Germanii Superior. Koncem roku 166 nebo začátkem roku 167 napadlo Pannonii 6 000 Langobardů a Lakringů. Tento útok byl vexilací pod velením jistého Candiduse a Ala Ulpia contariorum pod velením Vindexe a Tiberia Pompeiana relativně snadno poražen, ale znamenal začátek rozsáhlého konfliktu. Po tomto útoku zahájil vojenský guvernér Panonie Marcus Iallius Bassus jednání s 11 germánskými kmeny. Při těchto jednáních vystupoval jako prostředník Germánů markomanský král Ballomar. Při tomto jednání bylo dohodnuto příměří a odchod germánských kmenů z římského území, přesto k trvalé dohodě nedošlo. Ve stejném roce Vandalové a sarmatští Jazygové napadli Dacii a podařilo se jim zavraždit jejího guvernéra Calpurnia Procula. Římané na obranu území přesunuli z Moesie do Dácie legii Legio V Macedonica, veteránskou legii z parthského tažení, aby čelila případným útokům a byla blíže k nepříteli.

### První římská expedice v Panonii (168)
Během doby, kdy Antoninský mor pustošil Řím, nemohl Marcus Aurelius opustit území Itálie a tak trestná výprava, kterou plánoval osobně vést, byla odložena až na rok 168. Na jaře roku 168 Marcus Aurelius spolu s Luciuem Verem, vyrazili z Říma, aby v Aquileii založili své opěrné sídlo. Oba císaři dohlíželi na reorganizaci obrany Itálie a Illyrika, přičemž založili dvě nové legie a vydali se přes Alpy do Panonie. Naproti nim Markomani a Viktohalové překročili Dunaj a vstoupili na území římské říše, ale podle Historia Augusta stačily informace o postupujících legiích vedených Marcem Aureliem ke Carnuntu k tomu, aby se Germáni stáhli zpět za Dunaj do Germánie a ještě nabídli záruky dobrého chování. Oba císaři se rozhodli na zimu vrátit do Aquileie, ale cestou v lednu 169 císař Lucius Verus zemřel. Marcus Aurelius se tedy vrátil do Říma, aby dohlédl na pohřeb svého spolucísaře.

### Římská výprava proti Jazygům a germánská invaze do Itálie
Na podzim roku 169 se Marcus Aurelius znovu vydal do Panonie spolu se svým zetěm Claudiem Pompeianem, který se během Markomanských válek stal jeho nejbližším pobočníkem. Mezitím Jazygové porazili a zavraždili Marca Claudia Fronta, římského guvernéra Dolní Moesie a tak Římané shromáždili své síly a hodlali si podrobit Jazygy a další nezávislé kmeny, kteří žili na území mezi Dunajem a římskou Dácií. Nicméně, zatímco římská armáda Marca Aurelia byla zaneprázdněna boji na hranicích Dácie a Panonie, v nichž dělala jen malé pokroky, několik germánských kmenů využilo příležitosti k překročení hranice v Horní Panonii, kde plenila vesnice na římském území.
Nejdůležitější a nejnebezpečnější invazí byla invaze Markomanů z území dnešního Česka. Jejich vůdce Ballomar vytvořil koalici germánských kmenů, která překročila Dunaj a v bitvě u Carnunta porazila 20 000 římských vojáků. Jednotka pretoriánského prefekta Tita Furia Victorina se pokusila bránit Carnuntum, ale byla poražena a samotný Victorinus možná během bitvy padl (jiné zdroje uvádějí, že zemřel na mor). Král Ballomar pak vedl větší část germánské koalice na jih směrem k Itálii, zatímco zbytek pustošil Noricum. Markomani srovnali se zemí Opitergium a oblehli Aquileii. Bylo to poprvé od roku 101 př. n. l., kdy nepřátelské síly pronikly až do Itálie, tehdy to byli nepřátelští Kimbrové, které porazil a vyhnal zpět na sever Gaius Marius. 

### Římská protiofenzíva a porážka Markomanů
Porážka v bitvě u Carnunta donutila Marca Aurelia přehodnotit své plány. Proti Ballomarovi byly vyslány vojenské síly z různých částí hranic. Tyto síly se dostaly pod velení Claudia Pompeiana a budoucího císaře Pertinaxe, který byl jedním z jeho poručíků. Zároveň bylo založeno nové vojenské velení, především praetentura Italiae et Alpium, která chránila cesty do Itálie a k tomu byla posílena podunajská římská jednotka. Aquileia byla z obléhání následně osvobozena a do konce roku 171 byli Markomani a jejich koaliční spojenci z římského území vytlačeni zpět za Dunaj. Následovala intenzivní diplomatická jednání, v nichž se Římané snažili získat spojence mezi jinými germánskými kmeny a přípravit se na invazi do Germánie. S Kvády a Jazygy byla podepsána mírová smlouva, zatímco kmeny Hasdingů, Vandalů a Lakringů se podařilo získat ke spojenectví s Římem.
V roce 172 překročily římské jednotky Dunaj a postupovaly na sever, na markomanské území. Z tohoto tažení se dochovalo jen velmi málo informací, přesto je známo, že Římané si Markomany i jejich spojence Naristy a Kotiny podmanili. Tuto skutečnost historici odvozují především z přijetí titulu „Germanicus“ Marcem Aureliem a také ražbou mincí s nápisem „Germania capta“ („podmaněná Germánie“). Během tohoto tažení byl římským generálem Marcem Valerianem Maximianem zabit vůdce Naristů.

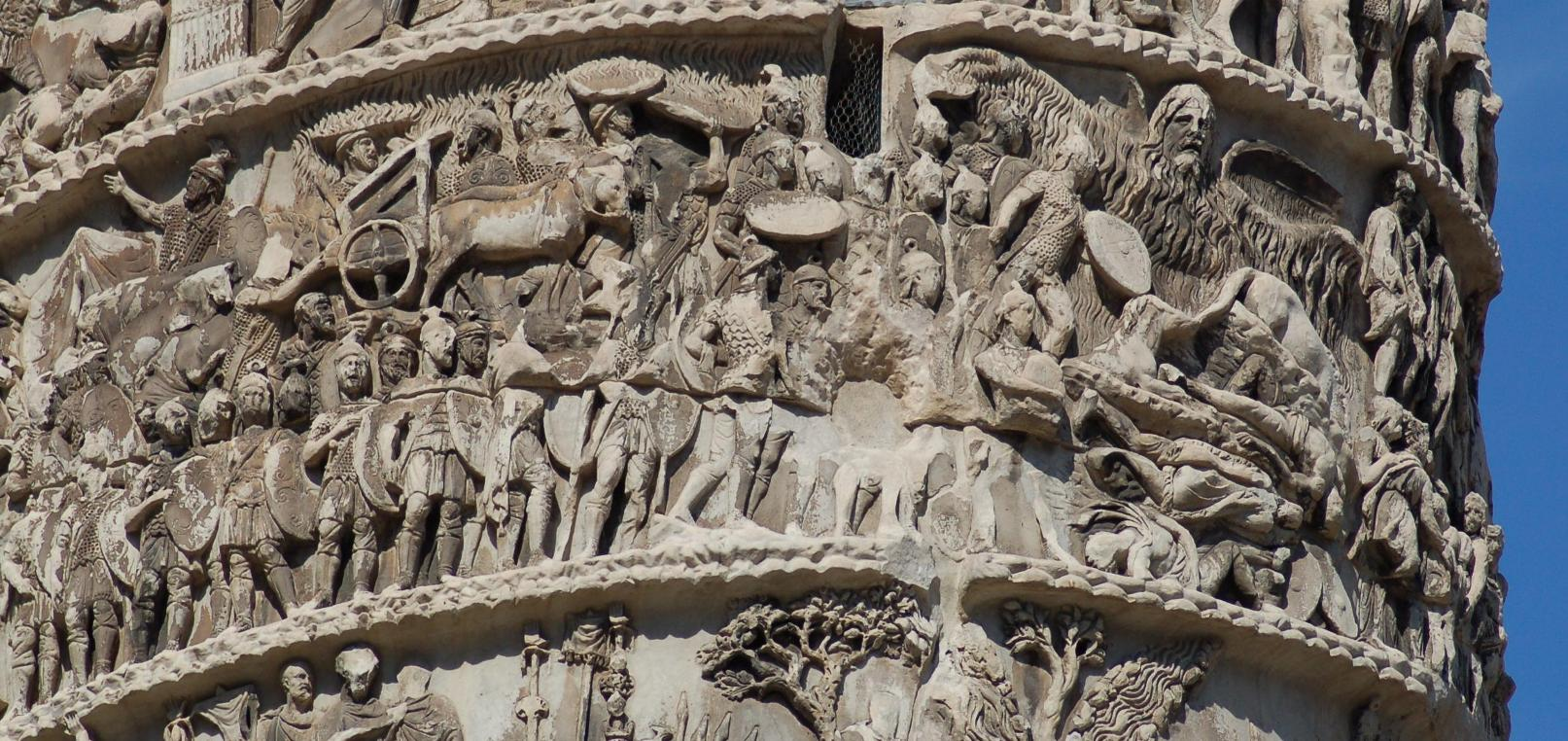
Zázračný déšť Marca Aurelia - vyobrazení na sloupu Marca Aurelia na náměstí Piazza Colonna v Římě.

V roce 173 vedl Marcus Aurelius tažení proti Kvádům, kteří porušili smlouvu o míru. Během tohoto tažení došlo ke známé a slavné události, tzv. „zázračnému dešti Marca Aurelia“, který je vyobrazen na sloupu Marka Aurelia i na mincích. Podle Cassia Dia byla jednotka legio XII Fulminata obklíčena početnou kvádskou přesilou a téměř donucena se Kvádům vzdát kvůli horku a žízni. Zachránila je však náhle příchozí bouře, která zachránila Římany, zatímco do Kvádů udeřily hromy a blesky. Současníci a historici Marca Aurelia zázračný déšť připisovali božímu zásahu. Cassius Dio uvedl, že bouři vyvolal egyptský kouzelník, který se modlil k Merkurovi, zatímco křesťanští spisovatelé jako Tertullianus zázračný déšť připisovali modlitbě křesťanů. Ve stejném roce Didius Iulianus, velitel na rýnské hranici, odrazil další invazi Chattů a Hermundurů, zatímco Chaukové zaútočili na pobřeží Gallia Belgica.
V následujícím roce 174 Římané vytáhli znovů proti Kvádům. Kvádové na to reagovali sesazením svého prořímského krále Furtia, na jehož místo dosadili jeho rivala a nového krále Ariogause. Marcus Aurelius odmítl Ariogause uznat králem, sesadil ho a vyhnal do Alexandrie. Koncem roku 174 bylo tedy podrobení Kvádů dokončeno. Typickým římským způsobem byli nuceni vzdát se rukojmích a poskytnout pomocné kontingenty římské armádě, zatímco jejich území bylo obsazeno římskými posádkami.
Poté Římané zaměřili svou pozornost na kmen Jazygů žijícím v rovině řeky Tisy. Po několika římských vítězstvích v roce 175 byl Jazygy sesazen jejich král Banadaspus, který chtěl vyjednat s Římany mír. Novým králem si zvolili Zantica, který byl přesto Římany proti své vůli i proti vůli svého lidu donucen mírovou smlouvu podepsat. Podle smluvních podmínek museli Jazygové propustit 100 000 římských zajatců a navíc poskytnout 8 000 pomocných jezdců, z nichž 5 500 bylo posláno do služby k Hadriánovu valu. Na základě toho Marcus Aurelius převzal titul „Sarmaticus“.

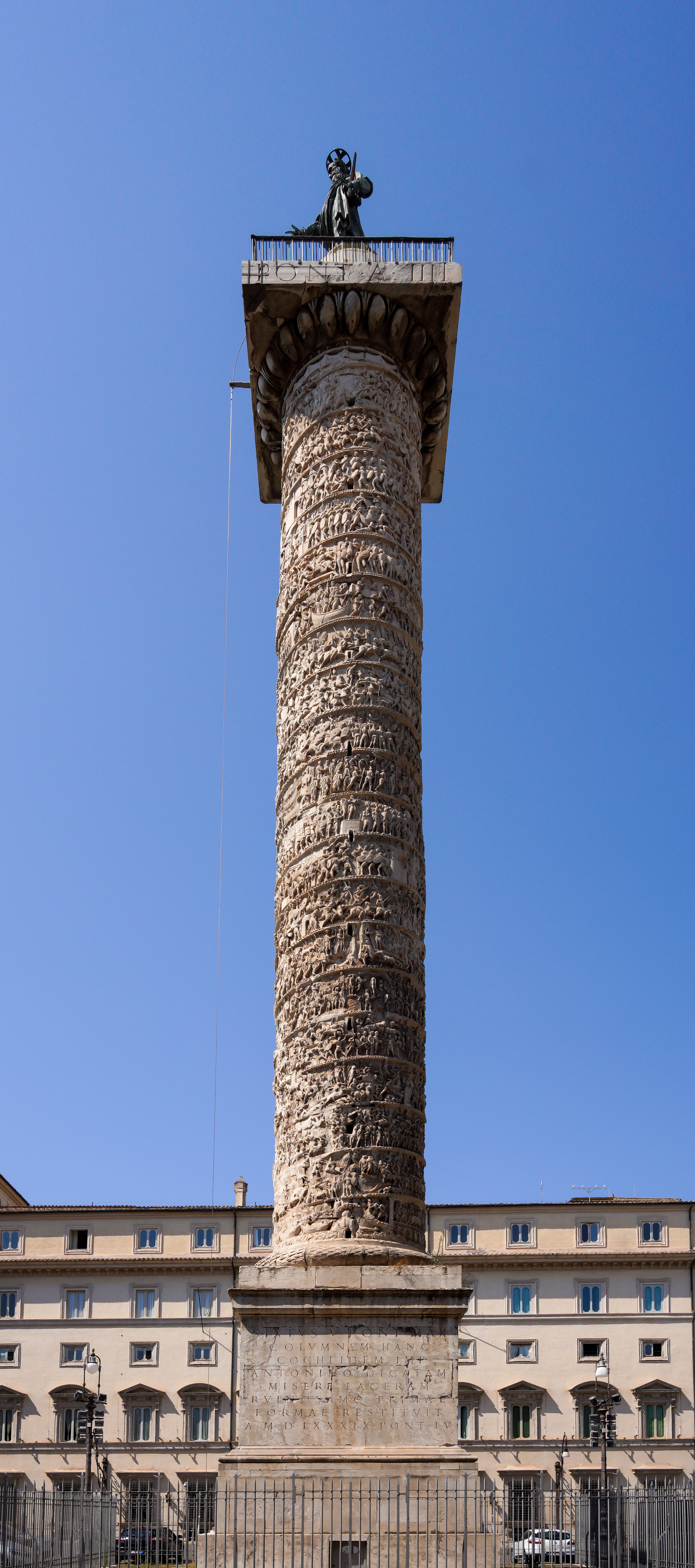
Sloup Marka Aurelia v Římě

Marcus Aurelius snad měl v úmyslu tažení proti zbývajícím kmenům a spolu se svými nedávnými výboji založit dvě nové římské provincie, Marcomannii a Sarmatii, ale jeho úmysly byly přerušeny povstáním Avidia Cassia na východě. Marcus Aurelius se svou armádou se tedy musel obrátit a v doprovodu pomocných oddílů složených z Markomanů, Kvádů a Naristů pod velením Marca Valeria Maximiana se vydal na východ. Když  úspěšně potlačil Cassiovu vzpouru, tak se poprvé po téměř 8 letech vrátil do Říma. 23. prosince 176 slavil společně se svým synem Commodem společný triumf za svá vítězství v Germánii („de Germanis“ a „de Sarmatis“). Na památku toho byl vztyčen Aureliánský sloup, napodobující Trajánův sloup.

## Druhá markomanská válka
Oslavy vítězství předchozího roku byly jen krátkým oddechem, protože se v roce 177 vzbouřili Kvádové a brzy je následovali jejich sousedé Markomané. Marcus Aurelius opět zamířil na sever, aby zahájil své druhé římské tažení (secunda expeditio germanica). Do Carnunta dorazil v srpnu 178 a vydal se potlačit povstání, kdy postupoval stejně jako v prvním tažení. Nejprve v letech 179 až 180 podnikl tažení proti Markomanům a proti Kvádům. Pod velením Marca Valeria Maximiana Římané bojovali a zvítězili nad Kvády v rozhodující bitvě u Laugaricia, poblíž dnešního Trenčína na Slovensku. Kvády následně pronásledovali hlouběji do Germánie směrem na západ, kde se proti nim postavil pretoriánský prefekt Publius Tarrutenius Paternus, který Kvády porazil, čímž Marcus Aurelius dosáhl dalšího významného vítězství. Na začátku roku 180 se přesunul do Vindobony, dnešní Vídně, kde 17. března 180 zemřel.
Jeho syn a nástupce Commodus neměl zájem pokračovat ve válečných taženích na severu římské říše. Navzdory radám svých generálů vyjednal Commodus s Markomany a Kvády mír. Počátkem podzimu roku 180 se pak vrátil do Říma, kde 22. října oslavil triumf.

## Třetí markomanská válka
Ve třetí válce pokračovaly boje proti Jazygům, Burům a svobodným Dákům žijícím mezi Dunajem a římskou Dácii. O této válce se dochovalo velmi málo informací. Římskými generály v tomto období byli Marcus Valerius Maximianus, Pescennius Niger a Clodius Albinus. V každém případě byla vítězství, kterých dosáhli, považována za dostatečná, aby si císař Commodus v polovině roku 182 připsal vítězný titul „Germanicus Maximus“. 

## Následky
Války poukázaly na slabé články severní římské hranice a tak po skončení Markomanských válek byla polovina římských legií rozmístěna podél Dunaje a Rýna. Mnoho Germánů se usadilo v pohraničních oblastech, jako je Dácie, Panonie, Germánie či samotná Itálie. Nešlo o nic nového, ale tentokrát si počty nových osadníků vyžádaly vytvoření dvou nových pohraničních provincií na levém břehu Dunaje, Sarmatie a Markomanie, včetně území dnešního Česka a Slovenska. Někteří Germáni usazení v Ravenně se vzbouřili a podařilo se jim ovládnout město. Z tohoto důvodu se Marcus Aurelius rozhodl do Itálie nepřibírat další barbary, dokonce vyhnal ty, kteří tam byli v minulosti přivezeni. Germánské kmeny byly dočasně pod kontrolou, ale Markomanské války byly pouze první velkou invazí, další války o několik století později vedly k zániku Západořímské říše.